# Composition des équipes féminines de hockey sur gazon à la Coupe d'Océanie 2023
Cet article répertorie les compositions de toutes les équipes participantes à la Coupe d'Océanie 2023. Les deux équipes nationales impliquées dans le tournoi devaient inscrire une équipe de 18 joueurs maximum.
L'âge et la sélection de chaque joueur sont au 10 août 2023, premier jour du tournoi.

## Nouvelle-Zélande
La composition est annoncée le 1er août 2023.
Entraîneur :  Darren Smith
| Numéro | Joueur              | Date de naissance | Âge | Sélections |
| ------ | ------------------- | ----------------- | --- | ---------- |
| 1      | Tarryn Davey        | 29 février 1996   | 27  | 94         |
| 2      | Olivia Shannon      | 23 mai 2001       | 22  | 66         |
| 4      | Olivia Merry (C)    | 16 mars 1992      | 31  | 272        |
| 5      | Frances Davies      | 18 octobre 1996   | 26  | 112        |
| 6      | Hope Ralph          | 14 avril 2000     | 23  | 42         |
| 8      | Hannah Cotter       | 15 juillet 2003   | 20  | 16         |
| 10     | Brooke Roberts (GB) | 16 février 1995   | 28  | 32         |
| 11     | Casey Crowley       | 21 janvier 1998   | 25  | 15         |
| 13     | Samantha Charlton   | 7 décembre 1991   | 31  | 262        |
| 15     | Grace O'Hanlon (GB) | 10 septembre 1992 | 30  | 99         |
| 16     | Liz Thompson        | 8 décembre 1994   | 28  | 210        |
| 17     | Stéphanie Dickins   | 9 janvier 1995    | 28  | 61         |
| 20     | Megan Hull (C)      | 12 mai 1996       | 27  | 70         |
| 21     | Alia Jaques         | 20 mai 1995       | 28  | 31         |
| 22     | Katie Doar          | 11 septembre 2001 | 21  | 54         |
| 25     | Kelsey Smith        | 11 août 1994      | 28  | 109        |
| 32     | Rose Tynan          | 20 mars 1997      | 25  | 24         |
| 33     | Julia King          | 8 décembre 1992   | 30  | 132        |

## Australie
La composition a été annoncée le 4 juillet 2023.
Entraîneur :  Katrina Powell
| Numéro | Joueur               | Date de naissance | Âge | Sélections |
| ------ | -------------------- | ----------------- | --- | ---------- |
| 1      | Claire Colwill       | 19 septembre 2003 | 19  | 34         |
| 2      | Ambrosia Malone      | 8 janvier 1998    | 25  | 92         |
| 3      | Brooke Peris (C)     | 16 janvier 1993   | 30  | 194        |
| 4      | Amy Lawton           | 19 janvier 2002   | 21  | 57         |
| 6      | Penny Squibb         | 9 février 1993    | 30  | 45         |
| 13     | Harriet Shand        | 11 janvier 2000   | 23  | 30         |
| 14     | Stéphanie Kershaw    | 19 avril 1995     | 28  | 97         |
| 15     | Kaitlin Nobbs (C)    | 24 septembre 1997 | 25  | 112        |
| 16     | Courtney Schonell    | 17 septembre 2000 | 22  | 21         |
| 18     | Jane Claxton (C)     | 26 octobre 1992   | 30  | 225        |
| 19     | Jocelyn Bartram (GB) | 4 mai 1993        | 30  | 86         |
| 20     | Karri Somerville     | 7 avril 1999      | 24  | 30         |
| 21     | Renée Taylor         | 28 septembre 1996 | 26  | 115        |
| 22     | Tatum Stewart        | 22 février 2002   | 21  | 13         |
| 24     | Mariah Williams      | 31 mai 1995       | 28  | 117        |
| 29     | Rebecca Greiner      | 13 juin 1999      | 24  | 52         |
| 30     | Grace Stewart (C)    | 28 avril 1997     | 26  | 111        |
| 41     | Zoé Newman (GB)      | 28 juillet 1999   | 24  | 6          |